# Пащенко, Ольга
Ольга Пащенко (род. 1986) — российская клавесинистка, клавиристка, органистка и пианистка, победительница многих крупных национальных и международных профессиональных конкурсов. С 2017 года — профессор Амстердамской и Гентской консерваторий.

## Биография
Пащенко родилась в Москве и начала играть на фортепиано в шесть лет. В семь она поступила в московскую школу им. Гнесиных, а в возрасте девяти уже дала свой первый концерт для фортепиано в Нью-Йорке. В 1993 года стала лауреатом Всероссийского детского конкурса юных пианистов. Окончив с отличием Гнесинку, она поступила в Московскую государственную консерваторию имени Чайковского, где училась у Алексея Любимова (фортепиано), Ольги Мартыновой (клавесин и фортепиано) и Алексея Шмитова (орган). В 2011 году она начала обучение у Ричарда Эгарра в Амстердамской консерватории по классу фортепиано и клавесина, и Ольга закончила учебу соответственно в 2013 и 2014 годах, получив два диплома с отличием. Она также постоянно поддерживает контакт со своим прежним педагогом Татьяной Зеликман.
Она выступала на самых престижных фестивалях и площадках по всей Европе, в том числе на фестивале Oude Muziek в Нидерландах, Beethoven-Haus Bonn в Германии, Фестивалe русской музыки «Волшебное озеро» в Швейцарии, Seiler и Leipziger Chopin-Tage в Германии, Фестивале Санкт-Галлена в Австрии, Международном фестивале пианистов в Санкт-Петербурге и концертной серии современной музыки «Сказочные странствия» в Москве, Soli Deo Gloria в Италии и других.
Её игра была описана прессой как «не только технически совершенная, но и музыкально высочайшего качества», «образная и волнующая», а сама Пащенко оценивается как «яркая индивидуальность и чистокровная пианистка», «один из самых ярких и интересных исполнителей на клавесине и хаммерклавире». Её дебютный CD Transitions с музыкой Дусека, Бетховена и Мендельсона был выпущен в 2013 году бельгийским издателем Outhere на лейбле Fuga Libera, который был выбран в качестве записи месяца на MusicWeb и получил ffff (самый высокий показатель) от французского журнала Télérama. Совместно с Джедом Венцем участвует в кинематографическом проекте, где они исполняют новые аранжировки романтической музыки к немым фильмам 1920-х годов.
Выступала в Большом, Малом и Рахманиновском залах Московской консерватории, Московском международном Доме музыки, в музеях Глинки, Скрябина, Рериха, Толстого, Шаляпина, а также в различных городах России, Белоруссии, США, Италии, Австрии, Бельгии, Франции, Германии. Принимала участие в мастер-классах академического и аутентичного направлений в России и за рубежом.

## Награды
- Лауреат III Международного юношеского конкурса пианистов и скрипачей им. Гнесиных (2003)
- Лауреат III Фестиваля камерно-инструментального исполнительства «Дни Бетховена в Москве» (2003)
- Лауреат Фестиваля романтической музыки молодых пианистов Москвы (2005)
- Победитель Международного конкурса пианистов в Каринтии (Австрия, 2006)
- Лауреат I Московского конкурса-фестиваля молодых деятелей искусства им. Бидлоо (Москва, 2007) — II премия
- Лауреат Межвузовского конкурса клавесинистов в Санкт-Петербурге (2008) — I премия
- Лауреат II Конкурса-фестиваля молодых органистов Soli Deo Gloria в Москве (2008)
- Лауреат X Международного фестиваля-конкурса органной музыки «Гатчина — Санкт-Петербург» (2009) — II премия
- Лауреат I Международного конкурса клавесинистов имени Волконского (2010) — II премия и специальный приз «За лучшее исполнение русского произведения»
- Лауреат Фестиваля средневековой музыки в Брюгге в номинации «молоточковое фортепиано» (2010) — II премия
- Первая премия и специальный приз Общества Шопена на Международном конкурсе пианистов им. Ганса фон Бюлова в Майнингене (2012)[9]
- Второй приз и приз зрительских симпатий Фестиваля средневековой музыки в Брюгге по клавесину (2012)[10]
- Первая премия и премия жюри Международного конкурса фортепиано Premio Ferrari в Роверето (Италия, 2012)[11]
- Первый приз конкурса «Кольцо Баха» в Мадриде (2013)[12]
- Второй приз и приз зрительских симпатий Международного конкурса Баха в Лейпциге (2014)[13]